# Disophrys fumipennis
Disophrys fumipennis är en stekelart som beskrevs av Cameron 1905. Disophrys fumipennis ingår i släktet Disophrys och familjen bracksteklar. Inga underarter finns listade i Catalogue of Life.